# Amor, amor, amor
"Amor, Amor, Amor" (tạm dịch: "Tình yêu", tên tiếng Anh là "More and more Amor") là một bài hát được sáng tác bởi Gabriel Ruiz Galindo, một nhạc sĩ nổi tiếng người México. Lời nguyên thủy tiếng Tây Ban Nha do Ricardo López Méndez viết, còn lời tiếng Anh do Sunny Skylar viết. Bài hát được phát hành lần đầu tiên vào năm 1943.
Hai bản thu âm bán chạy nhất của bài hát tại Hoa Kỳ do Bing Crosby và Andy Russell thực hiện. Bản thu âm của Bing Crosby được phát hành bởi Decca Records với số danh mục là 18608. Nó xuất hiện lần đầu tiên trong bảng xếp hạng những bài hát bán chạy nhất của tạp chí Billboard vào ngày 29 tháng 6 năm 1944 và đứng vững trong bảng này suốt 7 tuần, với thứ hạng cao nhất là hạng 4. Mặt bên kia của đĩa thu âm là bài "Long Ago (and Far Away)" cũng đứng trong bảng xếp hạng này. Bản thu âm của Andy Russell được phát hành bởi Capitol Records với số danh mục 156. Nó nằm trong bảng xếp hạng của Billboard lần đầu vào ngày 25 tháng 5 năm 1944 và tồn tại trong bảng suốt 8 tuần, thứ hạng cao nhất là hạng 5.
Năm 1961, ca sĩ nhạc soul nổi tiếng Ben E. King thu âm bài hát này và nó xuất hiện trong album Spanish Harlem. King cũng phát hành bài này dưới dạng bài hát đơn và nó đứng thứ 18 trong bảng xếp hạng 100 bài bán chạy nhất của Billboard. Bài hát này cũng đứng trong bảng 10 bài hát bán chạy nhất của Hot R&B/Hip-Hop Songs.
Rod McKuen thu âm một phiên bản disco năm 1977.
Phiên bản nguyên thủy tiếng Tây Ban Nha được một số ca sĩ thu âm, như Julio Iglesias, Luis Miguel (bài mở đầu trong album Mis Romances năm 2001, xếp thứ 13 trong bảng xếp hạng Hot Latin Songs của Billboard), hay Helmut Lotti (trong album Latino Love Songs).
Phiên bản tiếng Việt của bài hát do ca sĩ Tuấn Ngọc trình bày (xem).